# Нургалиев, Эмиль Рустамович
Эмиль Рустамович Нургалиев (род. 20 апреля 1996, Абай, Карагандинская область или Уфа) — российский, казахстанский хоккеист, защитник.

## Биография
Родился по одним данным, в российской Уфе, по другим — в казахстанском Абае. Воспитанник «Салавата Юлаева». Начинал играть в командах системы «Салавата Юлаева» «Батыр» (МХЛ-Б, 2013/14. 2015/16) и «Толпар» (МХЛ, 2014/15). В сезоне 2016/17 выступал в НМХЛ за «Горняк» Учалы. В 2017 году уехал в Казахстан, где выступал за «Темиртау» (чемпионат Казахстана, 2017/18 — 2019/20), «Сарыарку» (ВХЛ, 2018/19 — 2019/20 и чемпионат Казахстана, 2020/21 — 2021/22), «Барыс» (КХЛ, 2022/23 — 2023/24), «Номад» (чемпионат Казахстана, 2022/23). 31 мая 2024 года подписал двухлетний двусторонний контракт с «Адмиралом».
В апреле 2023 года стало известно, что Нургалиев отказался от российского гражданства в пользу казахстанского с целью сыграть на чемпионате мира. За сборную Казахстана он дебютировал на Еврочеллендже 2018. Участник хоккейного турнира на зимней Универсиаде 2019 в составе сборной Казахстана (4 место). В мае 2024 года сообщалось, что Нургалиев отказался от казахстанского гражданства и заявлен как россиянин.

## Достижения
- Чемпион ВХЛ (2019)
- Чемпион Казахстана (2021, 2022)